# 오슬레이디스 메넨데스
오슬레이디스 메넨데스 사에스(스페인어: Osleidys Menéndez Sáez, 1979년 11월 14일~)는 쿠바의 육상 선수로 주 종목은 창던지기이다. 2004년 하계 올림픽 여자 창던지기에서 금메달을 획득했고 2000년 하계 올림픽에서 동메달을 획득했다.

## 초기 경력
메넨데스는 마탄사스주 마르티 출신이다. 12세때 창던지기를 시작했으며, 15세때인 1994년에 쿠바 유스 국가대표 선수로 발탁되었다. 그 해 7월에 트리니다드 토바고의 포트오브스페인에서 열린 1994년 중앙아메리카·카리브 주니어 선수권 대회에 참가하여 17세 이하 부문 우승을 차지했다. 이듬해인 1995년 9월 칠레 산티아고에서 열린 1995년 팬아메리카 주니어 선수권 대회에서 47.32m의 기록으로 대표팀 동료인 노라 비세트와 미국의 앤 크루즈를 꺾고 우승했다.
1996년 7월 엘살바도르의 산살바도르에서 열린 1996년 중앙아메리카·카리브 주니어 선수권 대회에서 59.98m의 기록으로 비세트와 도미니카 공화국의 마리셀라 로블레스를 꺾으며 우승했고 같은 해 10월에는 오스트레일리아 시드니에서 열린 1996년 세계 주니어 선수권 대회에서 60.96m의 기록으로 헝가리의 서보 니콜레트와 프랑스의 비나 라메슈를 누르고 금메달을 획득했다. 이듬해인 1997년 6월에 처음으로 성인 국가대표로서 참가한 대회인 푸에르토리코의 산후안에서 열린 1997년 중앙아메리카·카리브해 선수권 대회에서 바하마의 러번 이브와 콜롬비아의 사비나 모야를 꺾으며 금메달을 획득했다. 같은 해 7월 쿠바 아바나에서 열린 1997년 팬아메리카 주니어 선수권 대회에서 61.76m의 기록으로 미국의 에밀리 칼스튼과 도미니카 공화국의 로블레스를 꺾으며 금메달을 획득했으며, 8월에는 그리스 아테네에서 열린 1997년 세계 선수권 대회에 참가하여 63.76m의 기록으로 전체 7위에 올랐다.

## 1998~2001
1998년 7월 프랑스 안시에서 열린 1998년 세계 주니어 선수권 대회에서 68.17m의 기록으로 중국의 량리리와 웨이젠화를 꺾으며 우승을 차지했다. 같은 해 8월에는 베네수엘라의 마라카이보에서 열린 1998년 중앙아메리카·카리브해 경기 대회에서 대표팀 동료인 소니아 비세트의 뒤를 이어 은메달을 획득했다. 1999년 6월에는 노르웨이 오슬로에서 열린 비슬레트 게임에서 준우승을 했고 7월에는 캐나다 위니펙에서 열린 1999년 팬아메리칸 게임에 참가하여 65.85m의 기록으로 대표팀 동료인 시오마라 리베로와 바하마의 이브를 꺾으며 금메달을 획득했다. 같은 해 8월에는 스페인 세비야에서 열린 1999년 세계 선수권 대회에서 64.61m의 기록으로 그리스의 미렐라 마니아니, 러시아의 타티야나 시콜렌코, 노르웨이의 트리네 하테스타의 뒤를 이어 4위에 오르며 대형 국제 대회에서도 유효한 실력을 입증했다.
2000년 9월 오스트레일리아 시드니에서 열린 2000년 하계 올림픽을 통해 올림픽에 처음으로 참가했다. 그는 2000년 5월에 열린 할레 베르퍼타게를 시작으로 올림픽을 앞두고 열린 2000년 국제 대회에서 전부 입상하는 성과를 보이며 올림픽 메달 후보군에 포함되었다. 메넨데스는 예선 A조에 배치되었으며, 62.07m의 기록으로 노르웨이의 하테스타의 뒤를 이어 조 2위로 결선에 진출했다. 결선에서는 5차 시기에서 기록한 66.18m의 기록으로 노르웨이의 하테스타와 그리스의 마니아니의 뒤를 이어 동메달을 획득했다. 올림픽 직후인 10월에는 카타르 도하에서 열린 2000년 육상 그랑프리 파이널에서 소니아 비세트와 하테스타의 뒤를 이어 동메달을 획득했다.
이듬해인 2001년 7월에는 그리스 레팀노에서 열린 바르디노야니아 대회에서 71.54m를 기록하며 세계 기록을 갱신했다. 같은 해 8월 캐나다 에드먼턴에서 열린 2001년 세계 선수권 대회에서 69.53m를 기록하며 세계 선수권 대회 기록 갱신과 함께 마니아니와 소니아 비세트를 꺾고 처음으로 세계 선수권 대회에서 우승을 차지했다. 8월 말에는 중국 베이징에서 열린 2001년 하계 유니버시아드에 참가하여 69.82m의 기록으로 유니버시아드 기록 갱신과 함께 체코의 니콜라 토메치코바와 중국의 웨이젠화를 꺾으며 금메달을 획득했으며, 9월에는 오스트레일리아 브리즈번에서 열린 2001년 굿윌 게임에 참가하여 66.14m의 기록으로 토메치코바와 핀란드의 미카엘라 잉베리를 꺾고 우승을 차지했다.

## 2002~2005
2002년 6월 아테네 그랑프리 치클리티리아와 비슬레트 게임에 참가하여 모두 우승을 차지했으며, 같은 해 9월에는 독일 베를린에서 열린 ISTAF 육상 대회와 프랑스 파리에서 열린 2002년 육상 그랑프리 파이널에서 우승을 차지했다. 9월 말에는 스페인 마드리드에서 열린 IAAF 월드컵에서 러시아의 시콜렌코와 핀란드의 잉베리를 꺾으며 아메리카 연합팀의 3위 입상에 기여했다. 이듬해인 2003년 8월 초에는 도미니카 공화국의 산토도밍고에서 열린 2003년 팬아메리칸 게임에 참가하여 60.20m의 기록으로 미국의 킴 크레이너와 바하마의 이브의 뒤를 이어 동메달을 획득했으며, 8월 말에 프랑스 파리에서 열린 2003년 세계 선수권 대회에서 62.19m를 기록하여 5위에 올랐다.
2004년 8월 스페인 우엘바에서 열린 2004년 이베로아메리카 선수권 대회에서 66.99m의 기록으로 이베로아메리카 선수권 기록을 갱신하며 소니아 비세트와 베네수엘라의 술레이마 아라멘디스를 꺾고 금메달을 획득했다. 8월 말에는 그리스 아테네에서 열린 2004년 하계 올림픽에 참가하였으며, 예선 A조에서 64.91m의 기록으로 전체 1위에 오르며 결선에 진출했다. 결선에서는 71.53m의 기록으로 올림픽 기록을 갱신하며 독일의 슈테피 네리우스와 그리스의 마니아니를 꺾으며 올림픽 금메달을 획득하였다. 같은 해 9월에는 모나코 퐁비에유에서 열린 2004년 육상 그랑프리 파이널에서 1위에 올랐다. 이듬해인 2005년 6월 아테네에서 열린 슈퍼 그랑프리에서 2위에 올랐으며, 7월에는 바르디노야니아 대회에서 우승을 차지했다. 같은 해 8월에는 핀란드 헬싱키에서 열린 2005년 세계 선수권 대회에서 71.70m의 기록으로 세계 기록을 갱신했고 독일의 크리스티나 오베르크푈과 네리우스를 꺾으며 금메달을 획득했다. 이 기록은 2008년 9월에 72.28m의 거리로 창을 던진 바르보라 슈포타코바에 의해 갱신되었다. 이후 9월에는 모나코 퐁비에유에서 열린 2005년 육상 그랑프리 파이널에서 우승했다.

## 2006~그 이후
2006년 5월 브라질 리우데자네이루와 포르탈레자, 벨렝에서 열린 브라질 육상 그랑프리 3개 대회에서 전부 우승했으며, 7월에 콜롬비아의 카르타헤나에서 열린 2006년 중앙아메리카·카리브해 경기 대회에서 59.64m의 기록으로 소니아 비세트의 뒤를 이어 은메달을 획득했다. 2007년 5월에는 베네수엘라 카라카스에서 열린 2007년 ALBA 경기 대회에서 58.98m의 기록으로 대표팀 동료인 마리아 데 라 카리다드 알바레스의 뒤를 이어 은메달을 획득했으며, 7월에는 브라질 리우데자네이루에서 열린 2007년 팬아메리칸 게임에서 62.34m의 기록으로 소니아 비세트와 바하마의 이브를 꺾으며 금메달을 차지했다.
2008년 6월 이탈리아 토리노에서 열린 메모리얼 프리모 네비올로와 체코 오스트라바에서 열린 골든 스파이크 대회에서 우승을 차지했다. 이후 8월에 베이징에서 열린 2008년 하계 올림픽에서 63.35m의 기록으로 6위에 올랐으며 이후 도핑 검사 결과 은메달리스트인 러시아의 마리야 아바쿠모바의 도핑이 적발되면서 5위로 순위가 상승했다. 이듬해인 2009년 4월에는 아바나에서 열린 2009년 ALBA 경기 대회에서 58.09m의 기록으로 대표팀 동료인 야네트 크루스의 뒤를 이어 은메달을 획득했으며, 7월에는 아바나에서 열린 2009년 중앙아메리카·카리브해 선수권 대회에서 58.69m의 기록으로 대표팀 동료인 야이넬리스 리보의 뒤를 이어 은메달을 획득했다. 이후 8월에는 베를린에서 열린 2009년 세계 선수권 대회에서 63.11m의 기록으로 7위에 올랐다. 그 해 9월에 그리스 테살로니키에서 열린 2009년 육상 그랑프리 파이널에서 5위에 올랐으며 그 대회 이후 국가대표에서 은퇴했다. 이후 2012년까지 국내 대회에 출전하며 현역 선수 생활을 했다.